# Yo Frankie
Yo Frankie è un album del musicista americano Dion, pubblicato nel 1989. L'album segnò un ritorno popolare per Dion, che aveva trascorso gran parte degli anni '80 registrando musica cristiana. Lou Reed, che aveva inserito Dion nella Rock and Roll Hall of Fame un paio di mesi prima dell'uscita di Yo Frankie, fu uno dei tanti musicisti che fecero apparizioni come ospiti nell'album.
L'album raggiunse la posizione numero 130 nella Billboard 200. Il singolo principale fu King of the New York Streets, che raggiunse la posizione numero 74 nella UK Singles Chart nel maggio 1989. Written on the Subway Wall/Little Star (con Paul Simon) raggiunse il numero 97 nell'ottobre 1990.

## Ricezione critica
Rolling Stone ha definito l'album "semplicemente piacevole, proprio come la maggior parte del lavoro solista di DiMucci post-anni Sessanta", scrivendo che "è dotato di tutta la strumentazione smidollata e le armonie surrogati di un singolo di Huey Lewis".
Il Los Angeles Times ha scritto che "alcuni brani sembrano troppo raffinati e prevedibili, ma il cuore dell'album, inclusa l'innocenza romantica di And the Night Stood Still, la giocosa nostalgia di Written on the Subway Wall e, in particolare, l'introspezione ironica di King of the New York Streets esplode con un senso di trionfo e sopravvivenza." Il Chicago Tribune si è lamentato della "sovrapproduzione" dell'album, ma ha scritto che la "combinazione di street- l'atteggiamento duro avvolto in chitarre agitate e testi taglienti come rasoi è avvincente."
AllMusic ha scritto che "l'album si adatta così bene e in modo coerente che gli elementi contemporanei e nostalgici si fondono perfettamente in un insieme piacevole".

## Tracce
1. King of the New York Streets – 4:50
2. And the Night Stood Still – 4:20
3. Yo Frankie (She's All Right With Me) – 3:35
4. I've Got to Get to You – 4:32
5. Written on the Subway Wall/ Little Star – 3:54
6. Drive All Night – 3:00
7. Always in the Rain – 4:21
8. Loving You Is Killing Me – 3:39
9. Tower of Love – 4:18
10. Serenade – 4:16